# Памятник Гагарину (Люберцы)
Памятник Юрию Гагарину в Люберцах установлен рядом с училищем, в котором Юрий Гагарин обучался профессии литейщика.
Ремесленное училище в Люберцах Гагарин окончил с отличием, получив красный диплом в 1951 году.
Памятник был установлен в 1986 году, к двадцатипятилетнему юбилею полёта Юрия Гагарина в космос.
Автором памятника является скульптор Анатолий Новиков.
Около монумента в памятные даты проводятся торжественные митинги с участием работников люберецкого НПП «Звезда», на котором был выпущен скафандр, в котором летал в космос Юрий Гагарин. Также на этих мероприятиях присутствуют представители администрации города, приезжают космонавты.

## Описание памятника
Памятник представляет собой скульптуру высотой 3 метра 65 сантиметров, изображающую Юрия Гагарина в полный рост в скафандре без шлема, шагающего вокруг земного шара по символической орбите в виде односторонней ленты Мёбиуса.

## Интересные факты
Точные копии памятника, установленного в Люберцах, имеются в Лондоне и в Ижевске. В ходе выбора монумента, который будет скопирован для установки в Лондоне, представители специально созданного британского фонда объехали несколько десятков российских городов, после чего выбор был остановлен на скульптуре, установленной в Люберцах.